# Gonomyia neofalcifer
Gonomyia neofalcifer är en tvåvingeart som beskrevs av Alexander 1943. Gonomyia neofalcifer ingår i släktet Gonomyia och familjen småharkrankar.
Artens utbredningsområde är Venezuela. Inga underarter finns listade i Catalogue of Life.